# Panaque suttonorum
Panaque suttonorum (Панак Саттона) — вид риб з роду Panaque родини Лорікарієві ряду сомоподібні. Інша назва «блакитноокий панак».

## Опис
Загальна довжина сягає 28 см (в акваріумі — 19 см). Зовні схожий з Panaque cochliodon. Голова доволі велика, масивна. Очі великі, опуклі з райдужною оболонкою. Рот являє собою потужну присоску, розташований у нижній частині голови. Є 2 пари бахромистих вусів. Тулуб широкий, сплощений, видовжений у хвостовій частині. Самиці гладкіше. Спинний, грудні та хвостовий плавці великі та широкі, добре розвинені. Спинний та грудні плавці наділені шипами. Краї грудних плавців бахромисті. Черевні плавці трохи поступаються грудним плавцям. Жировий плавець крихітний. Анальний плавець маленький.
Забарвлення сіре. Очі яскраві, блакитного кольору. Вуси та краї грудних плавців мають бежево-кремовий колір.

## Спосіб життя
Є бентопелагічною рибою. Воліє до чистої та прохолодної води. Зустрічається в річках зі швидкою течією. Доволі агресивна до менших риб. Вдень ховається серед корчів. Активна в присмерку та вночі. Живиться виключно водоростями.

## Розповсюдження
Є ендеміком Венесуели. Мешкає у річках, що впадають із заходу й сходу до озера Маракайбо.